# 開放式投票
開放式投票，又稱開放式初選（Open primary）。
美国总统选举初選分兩種，一是「封閉式初選」，即登記為同党的選民才能投票；另一種是開放式初選，即任何選民皆可投票，即可以跨党投票。
候選人如果經費充足會傾向於開放式初選，因為他/她完全可以擺脫政党的約束，利用傳媒宣傳自己的主見，將胜利之匙操在自己手中，政党領袖更喜歡大會推選，最多也是封閉式初選，這樣政党才有著力點，否則政党的影響將消失無蹤。